# Monolene atrimana
Monolene atrimana és un peix teleosti de la família dels bòtids i de l'ordre dels pleuronectiformes.

## Distribució geogràfica
Es troba a les costes centrals de l'Atlàntic Occidental.